# Szprotawa

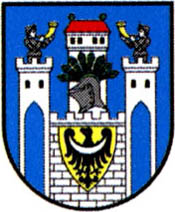
Stema oraşului

Szprotawa este un oraș în Polonia.